# Isopterygium aquaticum
Isopterygium aquaticum är en bladmossart som beskrevs av Hugh Neville Dixon 1922. Isopterygium aquaticum ingår i släktet Isopterygium och familjen Hypnaceae. Inga underarter finns listade i Catalogue of Life.